# Pitts Special

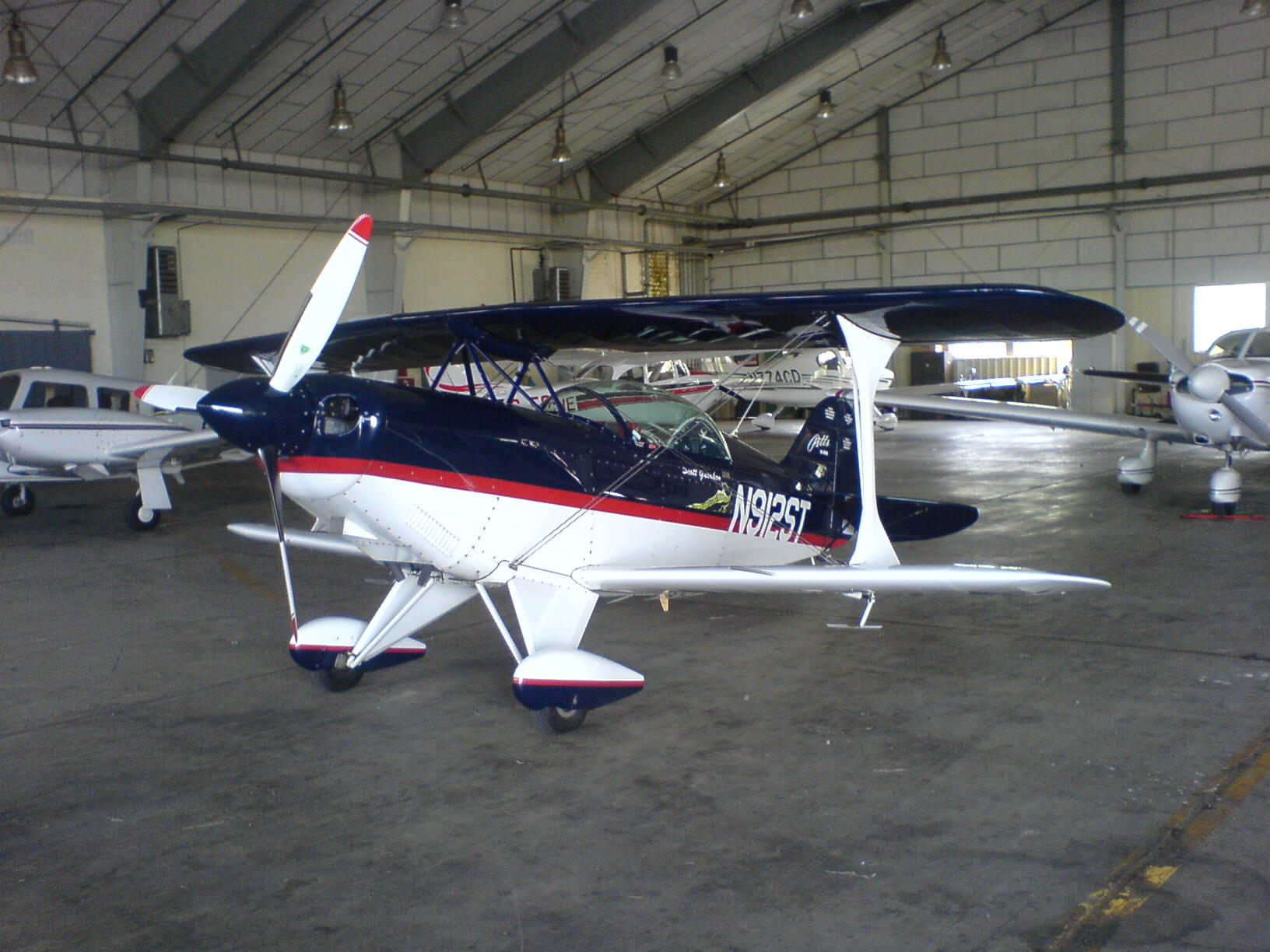
Pitts S2B

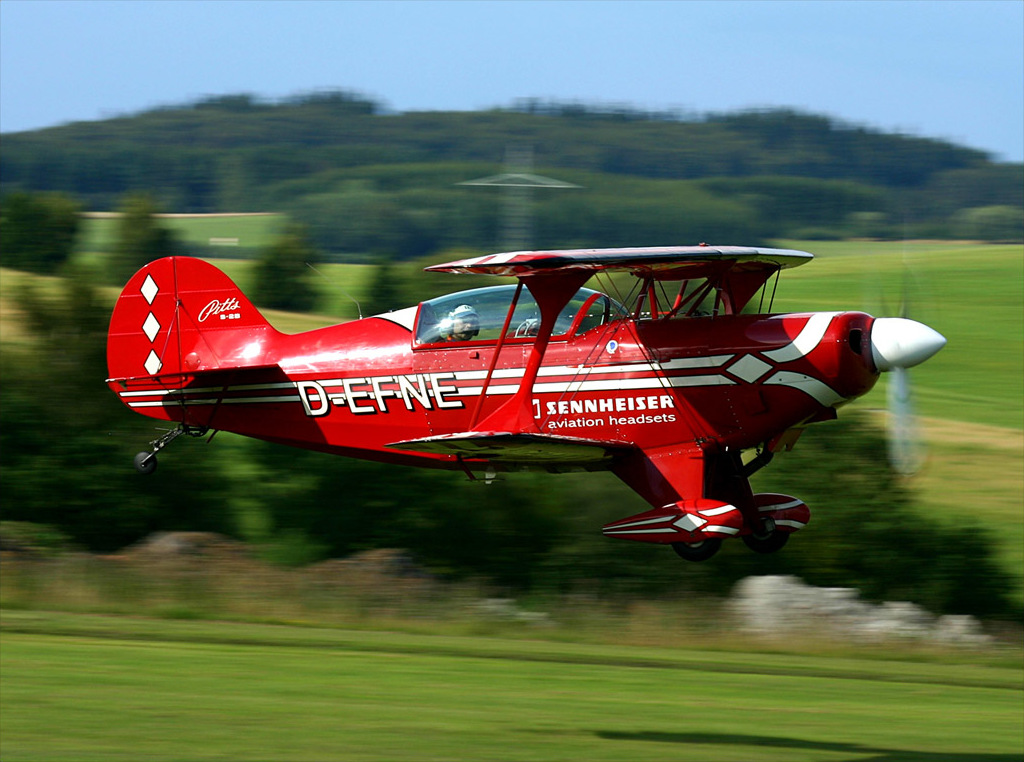
Pitts S2B D-EFNE

Die Pitts Special ist ein Kunstflugdoppeldecker, der von Curtis Pitts (1915–2005) entwickelt wurde. Die Konstruktion ist in traditioneller Gemischtbauweise ausgeführt, d. h. ein geschweißter Stahlrohrrumpf und Tragflächen aus Holz. Die ersten Entwurfsarbeiten an der Ur-Version begannen bereits 1942. Der Erstflug fand 1945 statt, mit einem Motor, der gerade einmal
55 hp (ca. 56 PS) hatte. Das Leergewicht betrug etwa 500 lb (ca. 227 kg).

## Geschichte
Die Pitts Special ist der Inbegriff des Kunstflugdoppeldeckers. Der erste Kunstflugeindecker, der an die Leistungen der Pitts herankam, war die Jakowlew Jak-50. Seit dem Erstflug 1945 haben sich die Pitts – von der stärkeren Motorisierung und einigen aerodynamischen Verbesserungen an Tragflächen und Steuerelementen abgesehen – kaum verändert. Curtis Pitts baute zuvor zahlreiche Eindecker für Luftrennen. Die Pitts Special wurde zunächst als Einzelstück gebaut. Der Einsitzer verfügte zwar nur über 55 hp, war aber dennoch kunstflugtauglich. Nach dem Einbau eines 90-hp-Motors (ca. 91 PS) wurde der Kunstflug immer angenehmer. Im Jahr 1947 baute er schließlich den zweiten Doppeldecker Little Stinker mit 85 hp (ca. 86 PS), den ihm die amerikanische Kunstfliegerin Betty Skelton sofort abkaufte und mit dem sie zahlreiche Titel bis 1950 errang, was den Ruhm der Pitts begründete. Fortan waren die Pläne der Pitts in der Eigenbauszene hoch geschätzt.
Erst 1971 wurde die S2A, die doppelsitzige Pitts, entwickelt (Big Stinker), die mit 203 PS im Vergleich mit der damals 182 PS starken, kleineren S1 etwas zu müde wirkte. Erst in der S2B brachte ein Sechszylinder aus 8,9 l Hubraum 260 hp (ca. 264 PS) ein der S1 vergleichbares Fluggefühl.
Zugelassene Versionen der kompakten Pitts Special werden noch immer von der Firma Aviat in Afton, Wyoming hergestellt. Die Fertigung der einsitzigen Versionen S1T und S1-11B erfolgt nur noch auf Anfrage. Pläne für die Versionen S1S und S1-11B können jedoch noch bei Aviat erworben werden. Lediglich die zweisitzige S2C mit 260 hp (ca. 264 PS) und ca. sechs Meter Spannweite ist noch „vom Band“ zu bekommen.

## Die Pitts im Wettbewerbskunstflug
Curtis Pitts Entwürfe dominierten lange Zeit nationale und internationale Kunstflugmeisterschaften. So flogen vier von sechs Mitgliedern der US-Nationalmannschaft 1970 Pitts Specials und gewannen die Weltmeisterschaft. 1972 flogen sogar alle sieben Mitglieder der US-Mannschaft Pitts Specials und gewannen wiederum den Weltmeistertitel. Die nationalen US-Meisterschaften von 1969 bis 1972 wurden von Piloten auf Pitts Specials gewonnen. (Anmerkung des Autors: Da die Quelle aus dem Jahr 1973 stammt, gibt es natürlich aus dieser keine Angaben, wie die Pitts Specials die darauf folgenden Jahre nationale und internationale Kunstflugmeisterschaften dominierten.) Trotz des Siegeszuges von Zlín Z-50, Extra 300, Edge 540 und diversen anderen Hochleistungskunstflugzeugen treten Flugzeuge von Pitts immer noch in den unteren Kategorien regionaler Meisterschaften an.

## Eigenbauten
Auch heute noch können viele Baupläne und Zubehörteile für verschiedene S1-Versionen bezogen werden, weshalb es hunderte verschiedener Eigenbau-Pitts S1 gibt.
Eine der bekanntesten Abkömmlinge der Pitts Special ist die doppelsitzige Christen Eagle, welche sich optisch in der eckigeren Form der Cowling und der leicht veränderten Form des Seitenruders vom Pitts-Original unterscheidet.

## Versionen

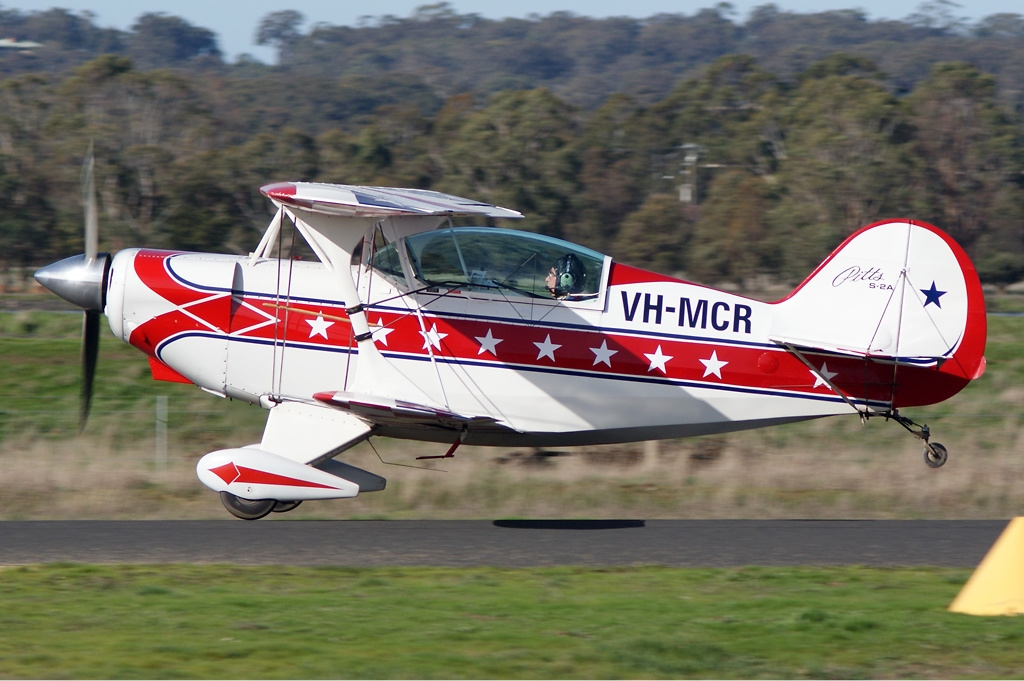
S2-A

- Pitts S1: Der erste Pitts-Entwurf von C. Pitts, Erstflug 1945.
- Pitts S1-C: Im Sprachgebrauch auch Flatwing genannt, da sie ein unsymmetrisches M-6 Tragflügelprofil besitzt und die Unterseite des Flächenprofils relativ gerade („flat“) ist. C für Continental, da diese Version ursprünglich mit einem Continental-Motor geplant war, auch wenn die meisten C-Modelle später mit einem Lycoming ausgerüstet wurden. Querruder nur an den unteren Tragflächen.
- Pitts S1-D: Prinzipiell ein C-Modell mit längerem Rumpf und 4 Querrudern.
- Pitts S1-S: Auch Roundwing genannt, 1973 zugelassen, es wurden ca. 65 gebaut, symmetrisches Tragflügelprofil mit vier asymmetrischen Querrudern. Ab 1981 mit der Einführung des T-Modells wurden die Baupläne von Curtis freigegeben.
- Pitts S1-E: Hierbei handelt es sich um Eigenbauten des S-Modells. Es wurden etwa 100 Bausätze verkauft, wovon einige als S1-S zugelassen wurden, die genaue Anzahl ist jedoch unbekannt.
- Pitts S1-T: Modifiziertes S-Modell mit 200 hp (ca. 203 PS) anstelle von 180 hp (ca. 183 PS) und Verstellpropeller, außerdem symmetrische Querruder für eine höhere Rollrate.
- Pitts Model 11-260: Auch unter S1-11A bekannt. Der Prototyp der Super Stinker wurde 1993 fertiggestellt. Komplette Neukonstruktion mit 260 hp (ca. 264 PS) (Lycoming AEIO-540). Dieser einsitzige Entwurf von C. Pitts wurde gebaut, um in der von den Eindeckern beherrschten Unlimited-Klasse mithalten zu können. So ließ Pitts für diesen Entwurf eine komplette FE-Berechnung durchführen.
- Pitts S1-11B: Von Aviat modifizierte Super Stinker S1-11A mit bis zu 300 hp (ca. 304 PS). Pläne für diese Super-Duper Stinker sind bei Aviat zu beziehen.
- Pitts Model 12: Erstflug des Prototyps der Macho Stinker 1996. Hierbei handelt es sich um den letzten Entwurf von Curtis mit einem russischen Wedenejew M-14P/M14PF-Sternmotor (360 hp/400 hp) (ca. 365/406 PS).
- Pitts S2-A: Der Prototyp wurde Big Stinker getauft. Erste zweisitzige Version mit 200 hp (ca. 203 PS) und Verstellpropeller. Die erste S2A flog 1967 und wurde 1971 zugelassen.
- Pitts S2-S: Einsitziger Abkömmling der S2-A, jedoch mit einem Sechszylinder AEIO-540.
- Pitts S2-B: Entwurf von Frank Christensen dem Konstrukteur der Christen Eagle und somit keine „echte“ Pitts aus der Feder von Curtis Pitts. Größerer Motor (Sechszylinder AEIO-540 anstelle eines Vierzylinder AEIO-360) mit 260 hp (ca. 264 PS) anstelle der 200 hp (ca. 203 PS) der 2A. Die 2B ist wohl die am meisten verbreitete Pitts mit an die 200 gebauten Exemplaren.
- Pitts S2C: Der Nachfolger der Pitts S2B und wieder ein Entwurf von Curtis Pitts. Am auffälligsten ist sicherlich, dass sowohl die Enden der Tragflächen als auch das Leitwerk eine eckige Form erhalten haben und eine aerodynamisch optimierte Haube entworfen wurde.

## Technische Daten
- Spannweite: 6,10 m
- Länge: 5,41 m
- Höhe: 1,94 m
- Flügelfläche: 11,61 m²
- Leermasse: 454 kg
- max. Startmasse: 680 kg
- Triebwerk: ein Avco Lycoming IO-360-A1A mit 150 kW (203 PS)
- Höchstgeschwindigkeit: 253 km/h
- Dienstgipfelhöhe: 6125 m
- Einsatzreichweite: 850 km
- Besatzung: 1–2

Die Daten beziehen sich auf die S-2A Special.